# مركز الفعالية التنظيمية
مركز الفعالية التنظيمية Center for Regulatory Effectiveness (CRE) هو مؤسسة بحثية ممولة من قبل الصناعة تهدف إلى الربح. ويركز على امتثال الوكالات الفيدرالية لقوانين "الحكم الصالح" التي تنظم الجهات التنظيمية. وتشمل قوانين الحكم الصالح [الإنجليزية] وقانون جودة البيانات، وقانون الحد من الأعمال الورقية، والأوامر التنفيذية بشأن المراجعة التنظيمية، وقانون التفويضات غير الممولة، وقانون المرونة التنظيمية، وقانون المراجعة في الكونجرس.

## التشكيل
تم تشكيل شركة CRE من قبل مسؤولين سابقين في مكتب الإدارة والميزانية في البيت الأبيض. رئيس الشركة هو جيم توزي.
وقد تعرضت لانتقادات باعتبارها منظمة واجهة للصناعات التي تسعى إلى تقويض العملية التنظيمية، ولا سيما من قبل كريس سي موني في كتابه الحرب الجمهورية على العلوم.

## المشاريع
أحد مشاريع هيئة تنظيم الاتصالات لتعزيز المشاركة العامة في العملية التنظيمية هو إنشاء السجل العام التفاعلي.

## روابط خارجية
- مركز الفعالية التنظيمية

SourceWatch: مركز فعالية التنظيم